# Salem (Nova Jersey)
Salem és una població dels Estats Units a l'estat de Nova Jersey. Segons el cens del 2007 tenia 5.678 habitants.

## Demografia
Segons el cens del 2000, Salem tenia 5.857 habitants, 2.383 habitatges, i 1.463 famílies. La densitat de població era de 866,4 habitants/km².
Dels 2.383 habitatges en un 32,9% hi vivien nens de menys de 18 anys, en un 27,7% hi vivien parelles casades, en un 29% dones solteres, i en un 38,6% no eren unitats familiars. En el 34,1% dels habitatges hi vivien persones soles el 14,2% de les quals corresponia a persones de 65 anys o més que vivien soles. El nombre mitjà de persones vivint en cada habitatge era de 2,43 i el nombre mitjà de persones que vivien en cada família era de 3,1.
Per edats la població es repartia de la següent manera: un 31% tenia menys de 18 anys, un 9,1% entre 18 i 24, un 25,4% entre 25 i 44, un 20,6% de 45 a 60 i un 14% 65 anys o més.
L'edat mediana era de 34 anys. Per cada 100 dones de 18 o més anys hi havia 73,6 homes.
La renda mediana per habitatge era de 25.846 $ i la renda mediana per família de 29.699 $. Els homes tenien una renda mediana de 35.389 $ mentre que les dones 24.354 $. La renda per capita de la població era de 13.559 $. Aproximadament el 24,7% de les famílies i el 26,6% de la població estaven per davall del llindar de pobresa.

## Poblacions més properes
El següent diagrama mostra les poblacions més properes.